# Michael Giacchino
Michael Giacchino (dʒakˈkiːno), född 10 oktober 1967 i Riverside Township i Burlington County, New Jersey, är en amerikansk kompositör som har komponerat till filmer, TV-serier och TV-spel. Han är officiell skapare av musiken till filmen Star Trek från 2009. Han komponerade även musiken till Jurassic World, den fjärde filmen  i Jurassic Park-serien. Han har bland annat fått en Emmy Award för musiken till serien Lost, en Grammy Award för filmen Råttatouille samt en Golden Globe Award, två Grammy Award och en Oscar för filmen Upp.

## Filmografi (i urval)
- 1999 – Medal of Honor (datorspel)
- 2001–2006 – Alias (TV-serie)
- 2002 – Medal of Honor: Allied Assault (datorspel)
- 2002 – Medal of Honor: Frontline (datorspel)
- 2003 – Call of Duty (datorspel)
- 2004 – Call of Duty: United Offensive (datorspel)
- 2004 – Superhjältarna
- 2004 – Call of Duty: Finest Hour (datorspel)
- 2004–2010 – Lost (TV-serie)
- 2005 – Höjdarskolan: Sky High
- 2005 – Välkommen till familjen
- 2006 – Mission: Impossible III
- 2007 – Medal of Honor: Vanguard (datorspel)
- 2007 – Råttatouille
- 2007 – Medal of Honor: Airborne (datorspel)
- 2009 – Star Trek
- 2009 – Upp
- 2009 – Land of the Lost
- 2010 – Day & Night (kortfilm)
- 2010 – Let Me In
- 2011 – Super 8
- 2011 – Bilar 2
- 2011 – 50/50
- 2012 – John Carter
- 2012 – Alcatraz (TV-serie)
- 2013 – Star Trek Into Darkness
- 2014 – Apornas planet: Uppgörelsen
- 2014 – This is Where I Leave You
- 2015 – Jupiter Ascending
- 2015 – Insidan ut
- 2015 – Jurassic World
- 2016 – Zootropolis
- 2016 – Doctor Strange
- 2016 – Rogue One: A Star Wars Story
- 2017 – The Book of Henry
- 2017 – Spider-Man: Homecoming
- 2017 – Apornas planet: Striden
- 2017 – Coco
- 2018 – Superhjältarna 2
- 2018 – Jurassic World: Fallen Kingdom
- 2018 – Bad Times at the El Royale
- 2019 – Spider-Man: Far From Home
- 2019 – Jojo Rabbit
- 2020 – An American Pickle
- 2020 – Let Him Go
- 2020 – Extinct
- 2021 – Spider-Man: No Way Home
- 2022 – The Batman
- 2022 – Jurassic World Dominion
- 2022 – Thor: Love and Thunder
- 2023 – Next Goal Wins